# 沃斯克列先斯科耶市镇
沃斯克列先斯科耶市镇（俄语：Муниципальное образование Воскресенское）是俄罗斯联邦沃洛格达州切列波韦茨区所属的一个市镇。其下辖有119个居民点，行政中心为沃斯克列先斯科耶。据2015年统计，该市镇的人口为2343人。